# Алмейда, Диогу
Диогу Рафаэл дус Сантуш Алмейда (порт. Diogo Rafael dos Santos Almeida; родился 8 августа 2000 года в Мортагуа, Португалия) — португальский футболист, нападающий клуба «Пасуш де Феррейра».

## Клубная карьера
Алмейда — воспитанник клубов «Тондела» и итальянского «Эмполи». В 2018 году он вернулся на родину, начав выступать за молодёжную команду «Пасуш де Феррейра». 3 августа 2019 года в поединке Кубка Португалии против «Эшторил-Прая» Диогу дебютировал за основной состав. 10 августа матче против столичной «Бенфики» он дебютировал в Сангриш лиге.

## Международная карьера
В 2019 году в составе юношеской сборной Португалии Алмейда принял участие в юношеском чемпионате Европы в Ирландии.